# Boizenburg
Boizenburg (formellt Boizenburg/Elbe) är en stad med cirka 10 900  invånare i distriktet Ludwigslust-Parchim i Mecklenburg-Vorpommern, Tyskland.  Staden ligger cirka 50 km öster om Hamburg och cirka 50 km väster om Ludwigslust.

## Geografi
Boizenburg är den västligaste staden i förbundslandet Mecklenburg-Vorpommern och ligger vid mynningen av bifloden Boize, som mynnar ut i älven Elbe där. Boizenburg ligger också vid Unesco biosfärområden Flusslandschaft Elbe.

## Historia
Under 1000-talet fanns en slavisk borg vid en handelsväg mellan Lübeck och Lüneburg, som omnämns av Adam av Bremen 1075. På denna plats uppfördes en tysk borg under 1100-talet, som kallades „Boyceneburg“ och som omnämns första gången 1158. Vid borgen utvecklade sig en ort, som tillhörde grevskapet Schwerin mellan 1227 och 1358, där grevskapet tillföll hertigdömet Mecklenburg. Sina stadsrättigheter fick orten 1267. 
Under trettioåriga kriget intogs Boizenburg av Wallenstein 1628 och återtogs av svenskarna  1631.
År 1709 härjades staden av en stor stadsbrand, när omkring 150 hus brändes ner, bland annat rådhuset och kyrkan.

### Utvecklingen under 1800-talet
År 1807 under napoleonkrigen inkvarterades franska trupper i Boizenburg år 1807. Vid en strid nära Boizenburg slogs franska trupperna år 1813. 
År 1826 byggdes chaussén mellan städerna Hamburg och Berlin (nuvarande förbundsvägen B5), som går genom Boizenburg. Ytterligare anslöts staden till den nya järnvägen mellan Berlin och Hamburg 1846. Under denna tid utvecklades industrin i staden – där fanns bland annatt ett skeppsvarv vid floden Elbe (grundad 1793), ett järnverk, ett mejeri, ett sågverk – och år 1902 grundades kakelfabriken Duensing und Bicheroux, som blev den störste kakelfabriken i Europa i året 1937.

### Boizenburg efter 1945
Just före andra världskrigets slut intogs staden av de västallierade den 1 maj 1945. I juli 1945 övertogs staden av den sovjetiska ockupationsmakten, i enlighet med ett beslut vid Jaltakonferensen. Under DDR-tiden låg staden i länet Schwerin vid den inomtyska gränsen. Därför kunde till exempel turism inte utvecklas under denna tid, som blev möjligt efter den tyska återföreningen 1990.

## Vänorter
Boizenburg har två vänorter:
- Lauenburg i Tyskland
- Czersk i Polen

## Sevärdheter
- Rådhuset från 1712
- St. Marienkyrkan, gotisk kyrka uppfördes i tegel
- Tyska kakelmuseum
- Unesco biosfärområden vid floden Elbe

## Galleri

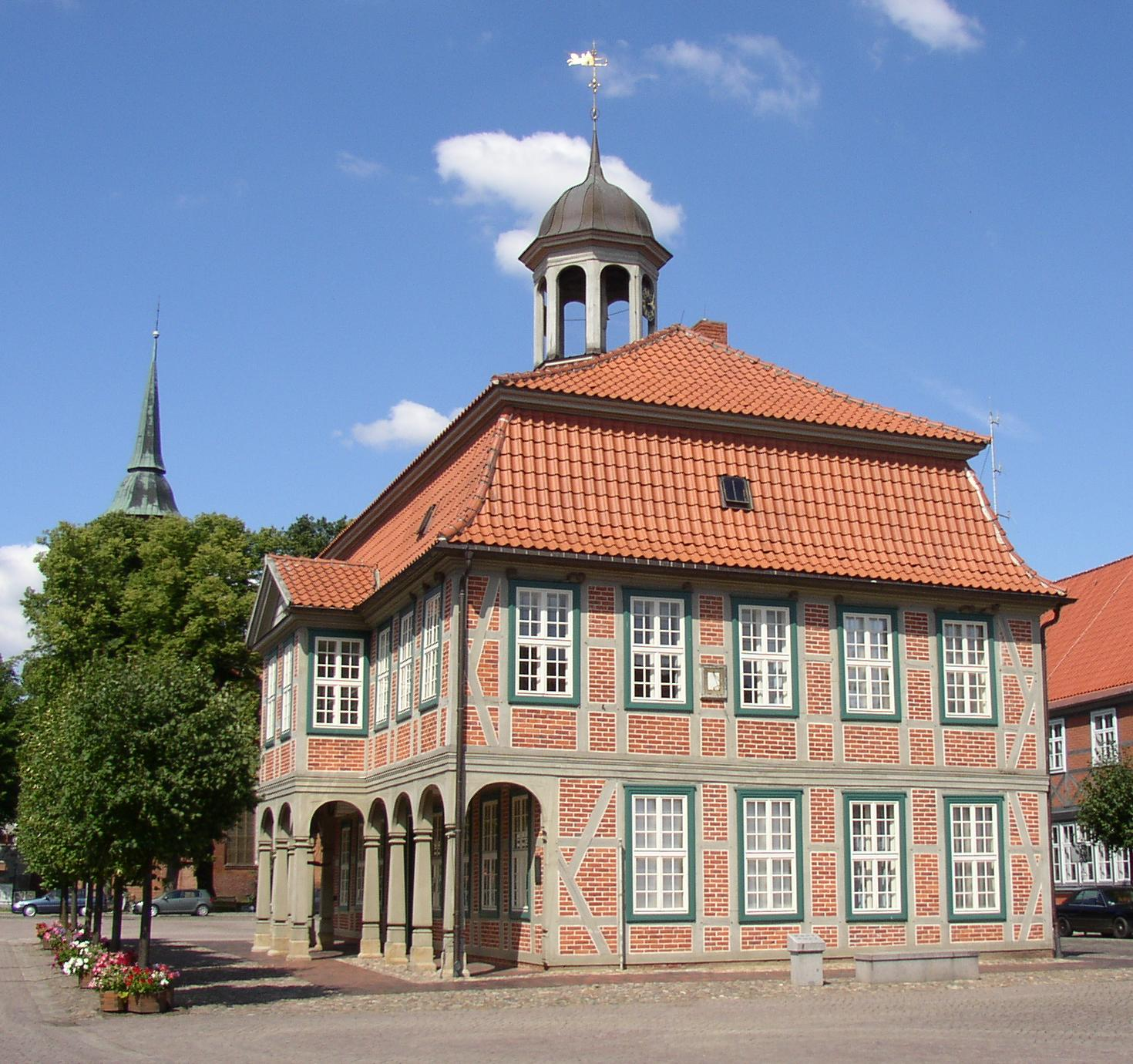
Rådhuset från 1712
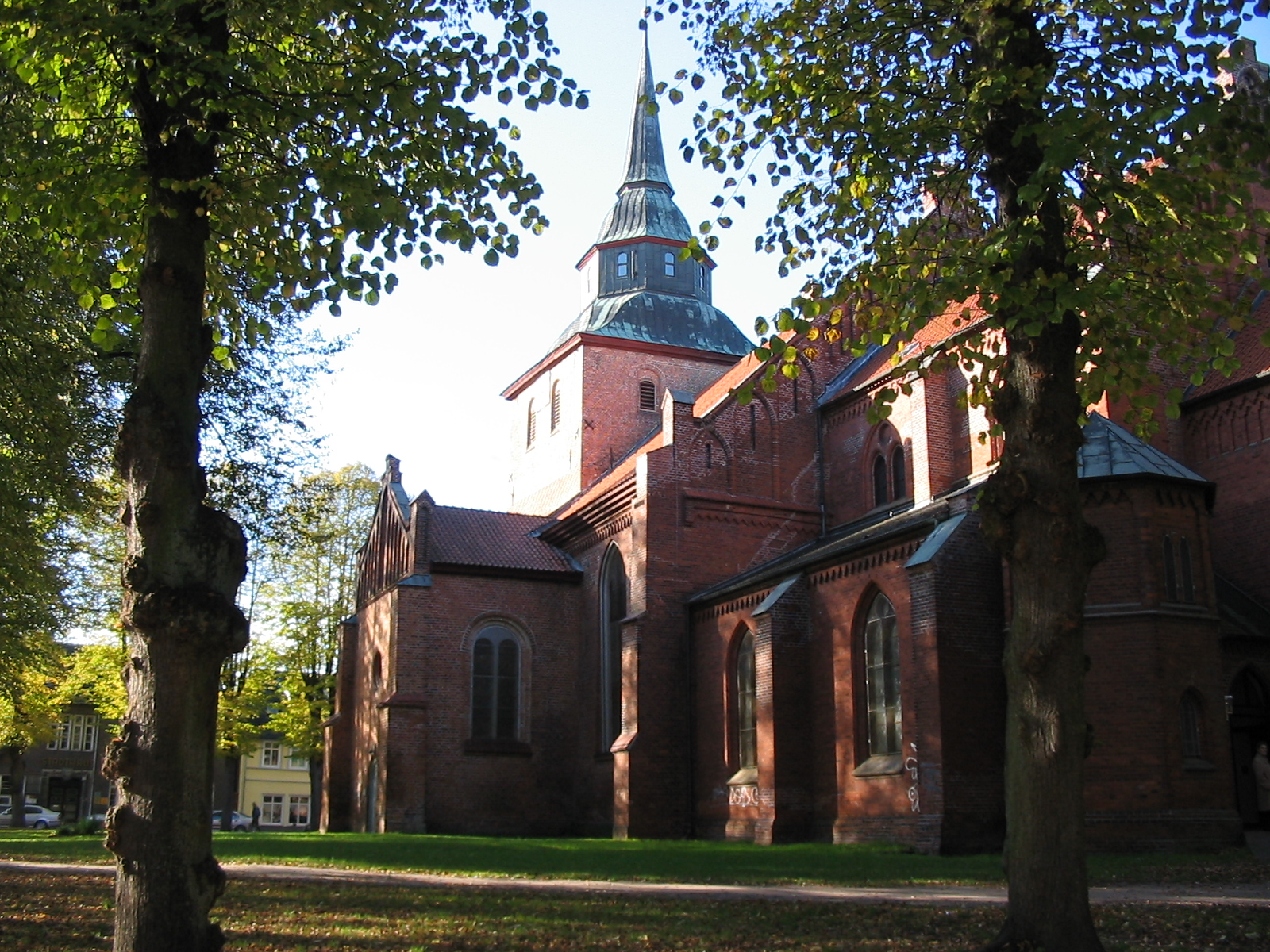
St. Marienkyrka i Boizenburg
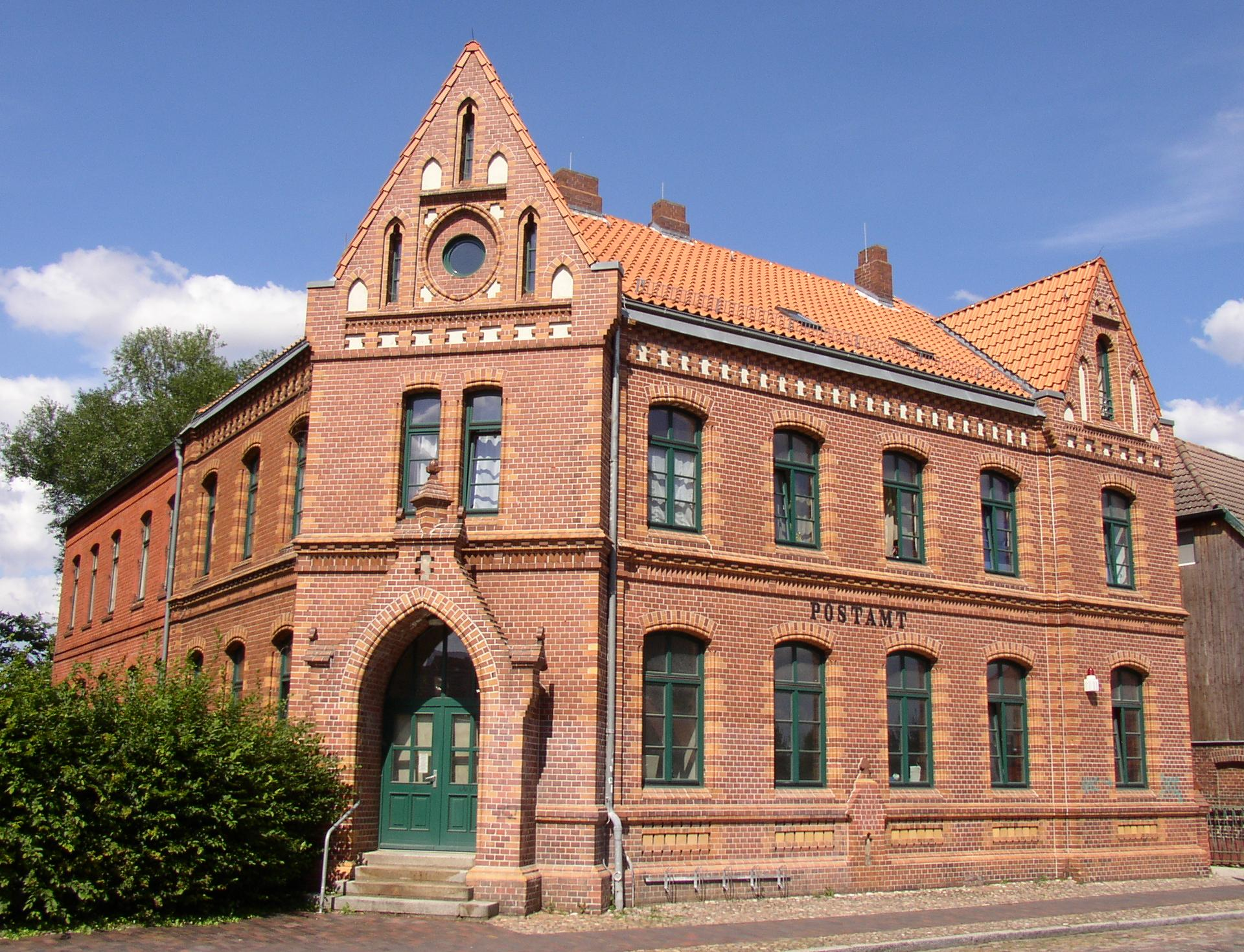
Gamla poststation i Boizenburg
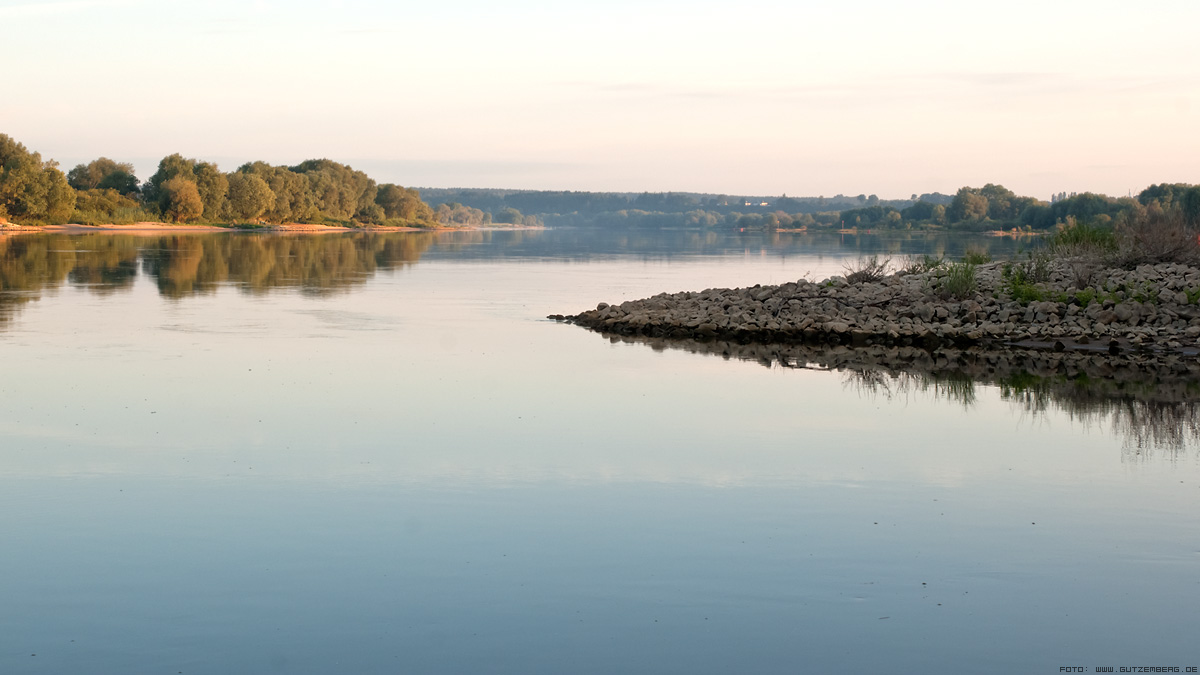
Floden Elbe vid Boizenburg

## Befolkningsutveckling
Befolkningsutveckling  i Boizenburg
Källa: , ,,, 